# Олексіївська сільська рада (Первомайський район, Харківська область)
Олексі́ївська сільська́ ра́да — адміністративно-територіальна одиниця та орган місцевого самоврядування в Первомайському районі Харківської області. Адміністративний центр — село Олексіївка.

## Загальні відомості
Олексіївська сільська рада утворена в 1918 році.
- Територія ради: 73,8 км²
- Населення ради: 1 820 осіб (станом на 2001 рік)
- Територією ради протікає річка Берека.

## Населені пункти
Сільській раді підпорядковані населені пункти:
- с. Олексіївка

## Склад ради
Рада складається з 16 депутатів та голови.
- Голова ради: Неботова Лідія Вікторівна

### Керівний склад попередніх скликань
| Прізвище, ім'я, по батькові   | Основні відомості                                                         | Дата обрання | Дата звільнення |
| ----------------------------- | ------------------------------------------------------------------------- | ------------ | --------------- |
| Митрофанов Геогрій Васильович | Сільський голова, 1955 року народження, член Народної партії              | 26.03.2006   | 31.10.2010      |
| Митрофанов Георгій Васильович | Сільський голова, 1955 року народження, освіта вища, член Народної партії | 31.10.2010   | 09.09.2012      |
| Неботова Лідія Вікторівна     | Сільський голова, 1960 року народження, освіта вища, член Партії регіонів | 09.09.2012   |                 |

Примітка: таблиця складена за даними сайту Верховної Ради України

### Депутати
За результатами місцевих виборів 2010 року депутатами ради стали:

#### За суб'єктами висування
| Суб'єкт висування                        | Кількість обраних депутатів | %    |
| ---------------------------------------- | --------------------------- | ---- |
| Партія регіонів                          | 8                           | 50   |
| Прогресивна соціалістична партія України | 3                           | 18,8 |
| Партія «Відродження»                     | 2                           | 12,5 |
| Самовисування                            | 2                           | 12,5 |
| Комуністична партія України              | 1                           | 6,3  |

#### За округами
| № округу                                 | Прізвище, ім'я, по батькові     | Дата визнання обраним | Освіта             | Партійна приналежність                          | Відомості про обраного депутата                                |
| ---------------------------------------- | ------------------------------- | --------------------- | ------------------ | ----------------------------------------------- | -------------------------------------------------------------- |
| Комуністична партія України              |                                 |                       |                    |                                                 |                                                                |
| 12                                       | Первушина Наталя Олександрівна  | 01.11.2010            | вища               | позапартійна                                    | тимчасово не працює                                            |
| Партія «ВІДРОДЖЕННЯ»                     |                                 |                       |                    |                                                 |                                                                |
| 5                                        | Сокирка Сергій Степанович       | 01.11.2010            | вища               | член Партії «ВІДРОДЖЕННЯ»                       | Первомайська дільниця Зміївської філії ВАТ «Харківгаз», слюсар |
| 15                                       | Сокирка Ольга Андріївна         | 01.11.2010            | вища               | член Партії «ВІДРОДЖЕННЯ»                       | Олексіївська сільська рада, спеціаліст                         |
| Партія регіонів                          |                                 |                       |                    |                                                 |                                                                |
| 1                                        | Юдіна Любов Олександрівна       | 01.11.2010            | вища               | член Партії регіонів                            | ФО-П Голубков, магазин «Олексіївський», продавець              |
| 3                                        | Євсікова Катерина Володимирівна | 24.01.2011            | середня            | член Партії регіонів                            | тимчасово не працює                                            |
| 4                                        | Дюміна Валентина Миколаївна     | 01.11.2010            | середня            | член Партії регіонів                            | тимчасово не працює                                            |
| 7                                        | Семененко Катерина Василівна    | 18.11.2012            | вища               | член Партії регіонів                            | пенсіонер                                                      |
| 8                                        | Шаповалова Ганна Василівна      | 01.11.2010            | середня            | позапартійна                                    | пенсіонер                                                      |
| 9                                        | Горбачова Валентина Петрівна    | 01.11.2010            | середня спеціальна | позапартійна                                    | пенсіонер                                                      |
| 10                                       | Гришаєва Наталя Олександрівна   | 01.11.2010            | вища               | член Партії регіонів                            | Олексіївська сільська рада, спеціаліст                         |
| 14                                       | Митрофанов Роман Георгійович    | 01.11.2010            | вища               | позапартійний                                   | ФО-П Митрофанов, приватний підприємець                         |
| Прогресивна соціалістична партія України |                                 |                       |                    |                                                 |                                                                |
| 2                                        | Покійна Ірина Павлівна          | 01.11.2010            | середня            | позапартійна                                    | тимчасово не працює                                            |
| 6                                        | Золотухіна Ольга Олексіївна     | 01.11.2010            | середня            | член Прогресивної соціалістичної партії України | Олексіївська загальноосвітня школа, завідувачка господарством  |
| 13                                       | Бочаров Володимир Миколайович   | 01.11.2010            | середня            | член Прогресивної соціалістичної партії України | ФО-П Бочаров, приватний підприємець                            |
| Самовисування                            |                                 |                       |                    |                                                 |                                                                |
| 11                                       | Скиба Сергій Володимирович      | 01.11.2010            | вища               | позапартійний                                   | тимчасово не працює                                            |
| 16                                       | Єрмоленко Сергій Кузьмич        | 01.11.2010            | вища               | позапартійний                                   | ФО-П Єрмоленко, приватний підприємець                          |